# Comuna Cucuteni, Iași
Cucuteni (în trecut, Băiceni) este o comună în județul Iași, Moldova, România, formată din satele Băiceni, Bărbătești, Cucuteni (reședința) și Săcărești.

## Așezare
Comuna se află în partea de vest a județului. Este străbătută de șoseaua județeană DJ280B, care o leagă spre sud de Ion Neculce și Târgu Frumos (unde se termină în DN28) și spre nord de Balș.

## Demografie
Componența etnică a comunei Cucuteni
     Români (90,66%)
     Alte etnii (9,34%)
Componența confesională a comunei Cucuteni
     Ortodocși (88,76%)
     Alte religii (1,72%)
     Necunoscută (9,52%)
Conform recensământului efectuat în 2021, populația comunei Cucuteni se ridică la 1.103 locuitori, în scădere față de recensământul anterior din 2011, când fuseseră înregistrați 1.244 de locuitori. Majoritatea locuitorilor sunt români (90,66%). Din punct de vedere confesional, majoritatea locuitorilor sunt ortodocși (88,76%), iar pentru 9,52% nu se cunoaște apartenența confesională.

## Politică și administrație
Comuna Cucuteni este administrată de un primar și un consiliu local compus din 9 consilieri. Primarul, Pamfilică Brânză[*], de la Partidul Social Democrat, este în funcție din 2008. Începând cu alegerile locale din 2024, consiliul local are următoarea componență pe partide politice:
|  | Partid                    | Consilieri | Componența Consiliului | Componența Consiliului | Componența Consiliului | Componența Consiliului | Componența Consiliului | Componența Consiliului |
|  | ------------------------- | ---------- | ---------------------- | ---------------------- | ---------------------- | ---------------------- | ---------------------- | ---------------------- |
|  | Partidul Social Democrat  | 6          |                        |                        |                        |                        |                        |                        |
|  | Partidul Național Liberal | 2          |                        |                        |                        |                        |                        |                        |
|  | Uniunea Salvați România   | 1          |                        |                        |                        |                        |                        |                        |

## Istorie
La sfârșitul secolului al XIX-lea, comuna purta denumirea de Băiceni, făcea parte din plasa Bahlui a județului Iași și era formată din satele Băiceni, Dădești, Cucuteni, Zbierești, Săcărești, Balosinești, Cârjoaia, Bărbătești și Coasta Măgurii, având în total 2258 de locuitori. În comună funcționau șase mori de apă, trei școli cu 96 de elevi (dintre care 31 fete) și șase biserici ortodoxe.
Anuarul Socec din 1925 o consemnează în plasa Cârligătura a aceluiași județ, având 3131 de locuitori în satele Băiceni, Balș, Bărbătești, Cârjoaia, Coasta Măgurii, Cucuteni și Săcărești.
În 1950, comuna a fost transferată raionului Târgu Frumos și apoi (după 1956) raionului Pașcani din regiunea Iași. În 1968, a revenit în alcătuirea actuală la județul Iași, reînființat, și a primit denumirea de Cucuteni (după noua reședință).

## Monumente istorice

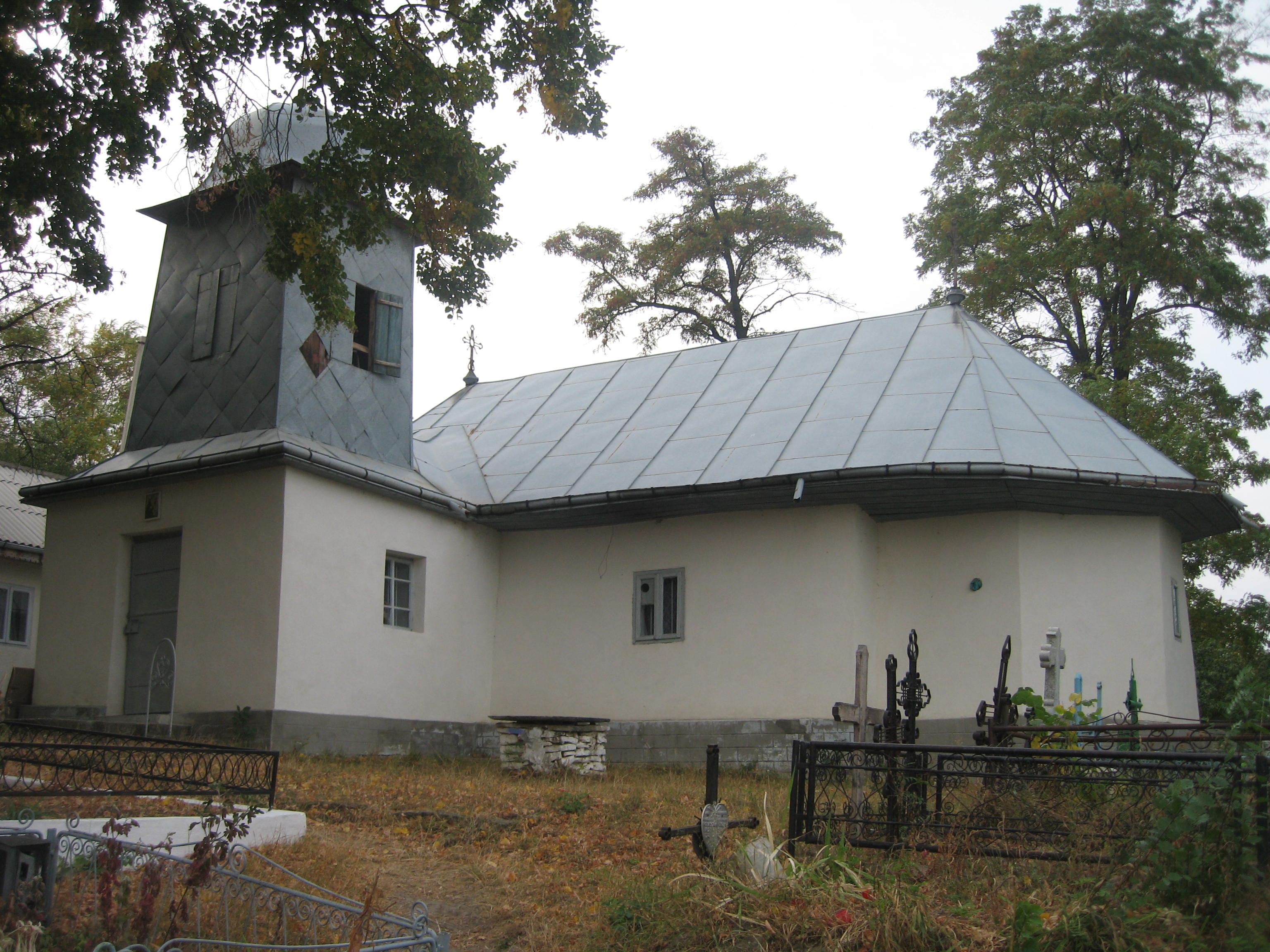
Biserica de lemn „Sfânta Treime” din satul Băiceni, monument istoric

În comuna Cucuteni se află situl arheologic de interes național din punctul „Cetățuia”, de la marginea de vest a satului Băiceni, sit cunoscut pentru că a dat numele culturii Cucuteni din eneolitic, din care se găsesc în acest sit trei așezări distincte, emblematice pentru clasificarea culturii în fazele A, B și AB; în afara acestei așezări, în cadrul sitului se mai găsesc așezări din eneoliticul târziu (cultura Horodiștea-Erbiceni), perioada geto-dacică și secolul al III-lea e.n. Alt sit arheologic de interes național este cel de la „Dâmbul Morii”, la marginea de nord-vest a aceluiași sat, unde s-au găsit alte vestigii ale culturii Cucuteni, faza AB.
În rest, alte șapte situri arheologice și alte trei clădiri sunt incluse în lista monumentelor istorice din județul Iași ca monumente de interes local. Situl arheologic de la „Bogdăneasa” (1 km vest-nord-vest de satul Băiceni) conține așezări din secolele al IV-lea–al III-lea î.e.n. (perioada Latène), secolele al VIII-lea–al IX-lea și secolul al XVIII-lea; situl de la „Dâmbul lui Pletosu” cuprinde așezări din eneolitic (cultura Cucuteni, faza A), secolele I–al II-lea e.n. (epoca daco-romană), secolul al IV-lea (epoca post-romană), secolele al IX-lea–al X-lea și secolele al XVI-lea–al XVII-lea; situl din „grădina lui Pascal” conține urme din secolele al VIII-lea e.n., al IX-lea–al X-lea și al XVII-lea–al XVIII-lea; în situl de la „Mlada” (1,5 km sud-vest de satul Băiceni) conține așezări din secolele al IV-lea–al III-lea î.e.n. și secolele al III-lea–I î.e.n.; situl de la „Siliște” (nord-nord-vest de satul Băiceni) cuprinde așezări din secolele al II-lea–al III-lea e.n., al IV-lea e.n., al VIII-lea–al X-lea și al XV-lea; situl de la „Tarlaua Grajd”, de la marginea de est a satului Bărbătești cuprinde vatra medievală a satului Bărbătești (secolul al XV-lea), precum și așezări din eneolitic (cultura Cucuteni), perioada Latène, secolele al V-lea–al IV-lea î.e.n. (perioada Halstatt), secolele al II-lea–al III-lea e.n., secolul al IV-lea și secolul al XV-lea; în sfârșit, situl de la „Laiu” (600 m nord-nord-vest de satul Săcărești), conține așezări din Halstattul târziu, secolele al II-lea–al III-lea e.n., al XI-lea–al XII-lea, și al XV-lea.
Cele trei clădiri, clasificate ca monumente de arhitectură, sunt biserica de lemn „Sfânta Treime” (1808) din satul Băiceni, biserica „Sfinții Voievozi” (1804) din Cucuteni, și casele familiei Cantacuzino (secolele al XVII-lea–al XVIII-lea).

## Personalități născute aici
- Petru Poni (1841 - 1925), chimist, fizician, pedagog, mineralog, profesor universitar, om politic, membru titular al Academiei Române, pionier al școlii românești de chimie.
- Ilie Moscovici (1885 - 1943), membru PSDR